# Planetella gibba
Planetella gibba är en tvåvingeart som först beskrevs av Zetterstedt 1850.  Planetella gibba ingår i släktet Planetella och familjen gallmyggor.
Artens utbredningsområde är Sverige. Inga underarter finns listade i Catalogue of Life.